# Bronisław Kawałkowski
Bronisław Kawałkowski (ur. 13 lutego 1888 w Narajowie, zm. 4–7 kwietnia 1940 w Katyniu) – kapitan intendent Wojska Polskiego, kawaler Orderu Virtuti Militari, ofiara zbrodni katyńskiej.

## Życiorys
Urodził się w Narajowie, w ówczesnym powiecie brzeżańskim Królestwa Galicji i Lodomerii jako syn Władysława i Zofii z Kleinpeterów. Był starszym bratem Stanisława (1895–1979), żołnierza 3 pułku piechoty Legionów Polskich, odznaczonego Krzyżem Niepodległości, urzędnika Banku Polskiego w Inowrocławiu. 6 lipca 1909 zakończył naukę w klasie VIII c. k. Gimnazjum Wyższego w Brzeżanach ze zdanym egzaminem dojrzałości. W tym samym roku rozpoczął studia na Wydziale Prawa Uniwersytetu Franciszkańskiego we Lwowie. Z powodów materialnych, po ukończeniu czterech semestrów, przerwał studia i w 1910 podjął pracę w Zakładzie ubezpieczenia robotników od wypadków we Lwowie, w charakterze urzędnika. Od 1911 był członkiem Polskiego Towarzystwa Gimnastycznego „Sokół” i uczestniczył w ćwiczeniach drużyny sokolej. Po wybuchu I wojny światowej wstąpił do Legionu Wschodniego. Po rozwiązaniu Legionu zmuszony był zaopiekować się rodziną, która wyjechała z Lwowa.
15 stycznia 1915 został powołany do cesarskiej i królewskiej armii i wcielony do 55 pułku piechoty. Po ukończeniu szkoły oficerskiej został wysłany na front włoski, gdzie walczył do 1918. Na stopień podporucznika rezerwy został mianowany ze starszeństwem z 1 sierpnia 1916. Po upadku Austrii, z Polaków z 55 pułku piechoty zorganizował kompanię i wstąpił do Wojska Polskiego. Jako dowódca 11 kompanii 12 pułku piechoty walczył z Czechami pod Stonawą. 26 maja 1921 były dowódca Frontu Śląskiego, generał porucznik Franciszek Latinik sporządził wniosek na odznaczenie orderem „Virtuti Militari”, w którym napisał:

dnia 25 stycznia 1919 otrzymał por. Kawałkowski dowódca 11 kompanii w pośpiesznym marszu zająć wieś Stonawę pod Karwiną, co też do godz. 21 wykonał. Czesi ostrzeliwali całą noc placówki kompanii Kawałkowskiego, a gdy 26 stycznia o godz. 8 rano ruszyli do ataku na Stonawę, por. Kawałkowski po krótkim ogniu przechodzi do przeciwataku i rozbija Czechów, zmuszając ich do ucieczki aż pod Darków. Czesi musieli wielkie siły rozwinąć aby atak powtórzyć, który trwał cały dzień i wreszcie zmusza kompanię Kawałkowskiego, któremu zabrakło amunicji i stracił z swej kompanii około 60 ludzi (w tym 26 zabitych) do cofnięcia się na tor kolejowy w Olbrachcicach. Por. Kawałkowski dokonał bohaterskiego czynu ze swą kompanią, bo pomimo strat wytrwał przeszło 24 godziny w walce z przeważającymi siłami i zwinął linię obronną dopiero na rozkaz Dowództwa Frontu Śląskiego. Czechom zadał potężne ciosy, bo blisko 122 zabitych naliczono. Swą odpornością przyczynił się w wysokim stopniu do powstrzymania Czechów i nagłego zajęcia Cieszyna przez co Dowództwo Frontu zyskiwało na czasie i otrzymywało posiłki.

Po zakończeniu działań wojennych pozostał w wojsku jako oficer zawodowy i kontynuował służbę w 12 pp jako oficer kasy sztabowej komisji gospodarczej. Następnie został przeniesiony do korpusu oficerów administracji, dział gospodarczy, wcielony do Wojskowego Okręgowego Zakładu Gospodarczego Nr V w Krakowie i przydzielony do 12 pp w Wadowicach na stanowisko oficera kasowego. 3 maja 1922 został zweryfikowany w stopniu kapitana ze starszeństwem od 1 czerwca 1919 i 331. lokatą w korpusie oficerów administracji, dział gospodarczy. W czerwcu 1930 został przeniesiony do 78 pułku piechoty w Baranowiczach na stanowisko płatnika. Z dniem 15 sierpnia 1933 został przeniesiony do korpusu oficerów intendentów z pozostawieniem na dotychczasowym stanowisku. Z dniem 30 czerwca 1934 został przeniesiony w stan spoczynku.
Po zakończeniu służby wojskowej zamieszkał w folwarku Złotów (Złotowo), w gminie Byteń, gdzie otrzymał ziemię w ramach osadnictwa wojskowego. W latach 1935–1936 był wójtem gminy Byteń. Od 1938 mieszkał w folwarku Bordziacze, w gminie Horodeczna.
W nieznanych okolicznościach, po agresji ZSRR na Polskę (17 września 1939), dostał się do niewoli sowieckiej. 18 grudnia 1939 był już osadzony w obozie jenieckim w Kozielsku. Między 3 a 5 kwietnia 1940 został przekazany do dyspozycji naczelnika Zarządu NKWD Obwodu Smoleńskiego (lista wywózkowa bez numeru z 2 kwietnia 1940). Między 4 a 7 kwietnia 1940 został zamordowany w Katyniu przez funkcjonariuszy Obwodowego Zarządu NKWD w Smoleńsku oraz pracowników NKWD przybyłych z Moskwy na mocy decyzji Biura Politycznego KC WKP(b) z 5 marca 1940. Ofiary tej zbrodni grzebano w bezimiennych mogiłach zbiorowych, gdzie od 28 lipca 2000 mieści się oficjalnie Polski Cmentarz Wojenny w Katyniu. W miejscu tym prowadzone były ekshumacje i prace archeologiczne. W 1943 jego ciało zostało zidentyfikowane w toku ekshumacji nadzorowanych przez Niemców pod numerem 2235 – dosł. określony jako Kowalkowski Bronislaw (raport dzienny z 16 maja 1943), a przy zwłokach znaleziono m.in.: legitymację Krzyża Virtuti Militari, dowód osobisty, świadectwo szczepienia w Kozielsku nr. 3458, legitymację oficerską, prawo jazdy wystawione w Baranowiczach, kwit depozytowy oraz pocztówki. Figuruje na liście Komisji Technicznej PCK pod numerem 02235 opisany jako Kowalkowski Bronisław. W Archiwum Robla w pakiecie 04023-09, wymieniony we wpisie z 18 grudnia 1939 w notatniku znalezionym przy zwłokach Zbigniewa Przystasza.
5 października 2007 minister obrony narodowej Aleksander Szczygło mianował go pośmiertnie na stopień majora. Awans został ogłoszony 9 listopada 2007 w Warszawie, w trakcie uroczystości „Katyń Pamiętamy – Uczcijmy Pamięć Bohaterów”.

### Życie prywatne
Był żonaty z Marią z Cywińskich, z którą miał córkę Janinę (ur. 1911) oraz trzech synów: Jerzego (ur. 1913), Czesława (1914–1945), porucznika saperów, kawalera Orderu Virtuti Militari i Tadeusza (ur. 1916).

## Ordery i odznaczenia
- Krzyż Srebrny Orderu Wojskowego Virtuti Militari nr 7269 – 17 maja 1922[43][1][44]
- Medal Pamiątkowy za Wojnę 1918–1921[1]
- Medal Dziesięciolecia Odzyskanej Niepodległości[1]
- Srebrny Medal Waleczności 1 klasy[9]
- Srebrny Medal Waleczności 2 klasy[9]